# 영륭 (당)
영륭(永隆, 680년 8월 ~ 681년 9월)은 당나라(唐) 고종(高宗) 이치(李治)의 열한번째 연호이다. 1년 1개월 동안 사용하였다. 

## 개원
- 조로(調露) 2년 8월 23일[1](680년 9월 21일)에 연호를 영륭(永隆)으로 개원함.[2][3][4][5]

- 영륭(永隆) 2년 9월 30일[6](681년 11월 15일)에 연호를 개요(開耀)로 개원함.[2][3][4][5][7]

## 연대 대조표
| 영륭       | 원년       | 2년        |
| 서기(西紀) | 680년      | 681년      |
| 간지(干支) | 경진(庚辰) | 신사(辛巳) |

## 같이 보기
- 다른 왕조의 같은 연호
  - 민(閩) 영륭(永隆, 939년 ~ 944년)

- 중국의 연호 목록